# Pietro d'Abano

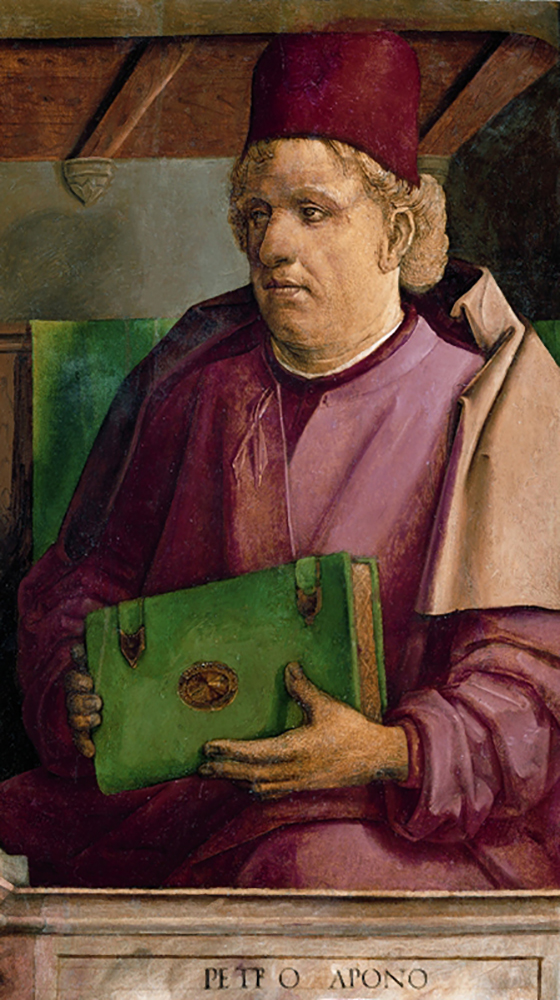
Pietro d'Abano

Conciliator differentiarum philosophorum et precipue medicorum

Pietro d'Abano, även kallad Petrus de Padua, född 1250 i Abano, död 1316, var en italiensk filosof, läkare och astrolog.

## Biografi
d'Albano blev efter studier i Konstantinopel och Paris lärare vid universitetet i Padova. Han bedrev på den tidens sätt alkemi och stjärntydning och i sin filosofi anslöt han sig till Averroës och nyplatonismen.
d'Abano vann ryktbarhet som lärare i medicin i sin hemstad, men blev instämd som "trollkarl" för inkvisitionen och avled 1316 i fängelse. Hans mest berömda litterära verk, Conciliator differentiarum, quæ inter philosophos et medicos versantur (1472), omfattar hans samtids hela medicinska vetande.